# Autostrada A201 (Belgia)
A201 este o scurtă autostradă din Belgia care, împreună cu drumul național N22 aflat în prelungirea ei, conectează aeroportul Brussels Airport din comuna Zaventem cu zona centrală a capitalei Bruxelles. 
Autostrada, situată în nord-estul Bruxelles-ului, deservește aeroportul, inelul de ocolire al capitalei R0, zona industrială Diegem, cartierul general al NATO și centrul orașului Bruxelles. Traseul A201 este situat pe teritoriile administrative ale regiunilor Bruxelles și Flandra (provincia Brabantul Flamand).

## Istoric
În sistemul belgian de numerotare rutieră A201 reprezintă autostrada Bruxelles–Zaventem. Acest indicativ a fost stabilit în anul 1974. Anterior, șoseaua care lega capitala Bruxelles și aeroportul său a purtat indicativul A0.

## Descrierea traseului
| Schema A201 |                              | Denumire                                                         | Destinații                   | BK  |
| ----------- | ---------------------------- | ---------------------------------------------------------------- | ---------------------------- | --- |
|             |                              | Început de autostradă, precedată de N22 (Bulevardul Léopold III) | Evere, Schaerbeek, Bruxelles | 0,0 |
|             | Tunelul NATO (235 m)         |                                                                  | 0,0                          |     |
| 1           | O.T.A.N. / N.A.V.O.          | Cartierul General al NATO                                        | 0,0                          |     |
| 2           | Diegem-Industrie R22b        | Machelen (Diegem)                                                | 1,9                          |     |
|             | Nodul rutier Zaventem R0 E40 | Ringul Bruxelles-ului                                            | 3,0                          |     |
| 3           | Zaventem-Centrum N262        | Zaventem                                                         | 4,3                          |     |
| 4           | Luchthaven                   | Aeroportul Zaventem                                              | 5,0                          |     |

## Galerie de imagini

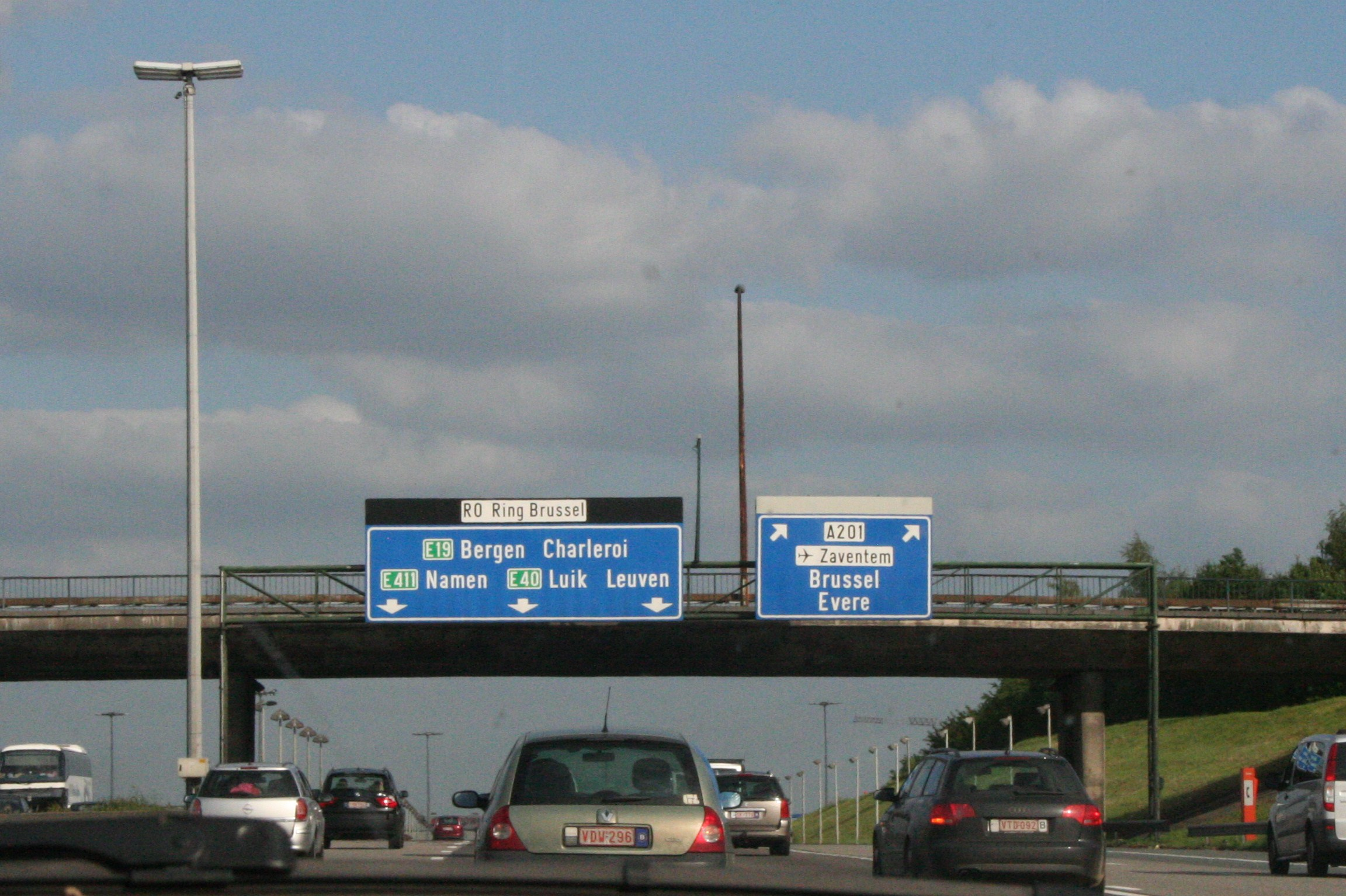
Semnalizare a A201 pe ringul R0, în nodul rutier Zaventem.